# Eau blanche (papeterie)
Pour les articles homonymes, voir Eau blanche.

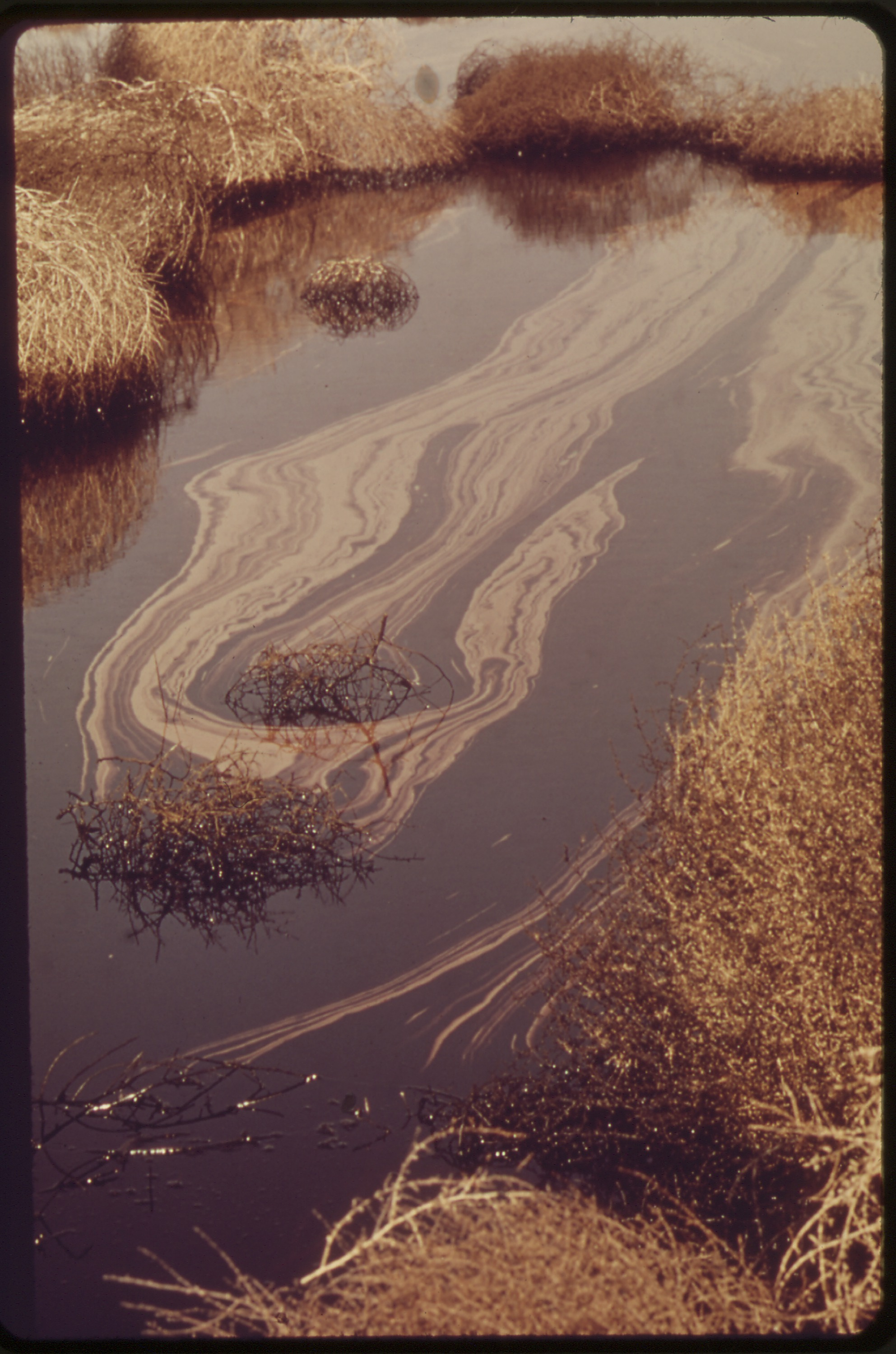
Pollution par les eaux blanches en Californie (1972).

Dans le domaine de la papeterie, l’eau blanche désigne l’eau résiduaire produite au cours de la fabrication du papier. Elle contient des fibres de cellulose et d’autres matières en suspension.